# خوش‌شانس‌ها (ترانه)
«خوش‌شانس‌ها» (به انگلیسی: The Lucky Ones) ترانه‌ای از خواننده-ترانه‌پرداز استونیایی کرلی می‌باشد که در دومین آلبوم چندآهنگهٔ وی تحت عنوان آرمان‌شهر قرار دارد.